# Paul Bley
Paul Bley, CM (10. listopadu 1932, Montréal, Kanada – 3. ledna 2016, Stuart, Florida, USA) byl kanadský jazzový pianista. Spolupracoval s mnoha hudebníky, mezi které patří například i Charlie Parker, Charles Mingus, Sonny Rollins, Ornette Coleman, Chet Baker, Jaco Pastorius a mnoho dalších. Rovněž vydal řadu sólových alb. Roku 1999 vydal autobiografickou knihu s názvem Stopping Time: Paul Bley and the Transformation of Jazz.